# A Szahara tengere
A Szahara Tengere (eredeti cím: L'Invasion de la mer = „A tenger betörése, beáradása”) Jules Verne fantasztikus regénye. Ez az utolsó Verne-regény, melynek közzététele még az író életében megkezdődött. 
A regény először a Magasin d'Éducation et de Récréation című folyóiratban jelent meg folytatásban 1905. január 1. és augusztus 1. között. Verne 1905. március 24-én halt meg. Ezt a könyvét Pierre-Jules Hetzel fia adta ki 1905. november 15-én a Világítótorony a világ végén című regényével egy kötetben.
A regényt Verne 1902 körül írhatta, az akkoriban adott interjúi szerint 5-10 regénnyel járt az éves két regényes terve előtt.

A regénynek Verne a Szahara-tengere címet adta, ám a kiadó kérésére azt A tenger betörésé-re módosította. Verne látása cukorbetegsége miatt élete végére nagyon megromlott, így fia, Michel Verne segítségével dolgozott. Több Verne-kutató szerint ennek a regénynek egy részét is fia írta, de a történetvezetés az apáé.

## Tartalom
Francia tudósok úgy vélik, hogy a Szahara egy része elárasztható a Földközi-tenger vizével, így az gazdaságilag hasznosíthatóvá válik, és gyarmattartóként jobban ellenőrzése alá tudja vonni az észak-afrikai területeket Franciaország. A szükséges csatornák kiásása már megtörtént pár évtizeddel korábban, így most csak rendbe kell tenni azokat és befejezni a tervet.
Az elképzelést a bennszülött népek – berberek, tuaregek – hevesen ellenzik, megszokott életformájuk felborulásaként gondolnak rá. Az egyik elfogott vezetőjük épp akkor szökik meg francia fogságból, amikor az említett expedíció útnak indul.
|  | Alább a cselekmény részletei következnek! |

Hardigan szpáhi kapitány elfogja Hadjart, az egyik tuareg törzs vezetőjét, akit Gabes erődjébe zárnak, hogy hamarosan Tuniszba vigyék a francia törvényszék elé. Az anyja, Djemma, testvére, Sohar, és több törzsbéli – Achmet, Horeb és Harrig – segítségével Hadjar megszökik.
Schaller mérnök nagyszámú hallgatóság előtt tart előadást a Szahara-tengerről. Történelmi leírásokat idéz, amelyek szerint Gabestől nyugatra tenger ringott még kétezer évvel korábban is, ahogy azt számos görög és római történetíró megírta. François Élie Roudaire francia mérnök az 1870-es években végzett geográfiai mérései megmutatták, hogy ennek a sivatagos területnek több része is a Földközi-tenger szintje alatt fekszik. Ha ásnának egy csatornát, akkor a gravitáció feltöltené a területet. Ez gazdasági szempontból előnyös lenne, mérsékelné a szélsőséges időjárást és nem utolsósorban segítené a francia gyarmaton a rendfenntartást. A Szahara-tenger létrehozására létre is jött egy társaság, de számos ok, köztük leginkább a finanszírozás hiánya miatt, a megvalósítás félbemaradt. Schaller terve az, hogy befejezi a művet.
Új társaság alakul, Schaller François inasával, szpáhik kíséretében indul felmérni a több évtizede kiásott csatorna állapotát. A szpáhikat Hardigan kapitány vezeti, vele tart Villete hadnagy, Nicol őrmester Öreg Pajtás nevű lován és Nagyfogú névre hallgató kutyájával, valamint Pistache káplár is. Több héten át tart az út, ahova megfelelő kísérő személyzetet visznek magukkal.
Gabes környékén mindent rendben találnak, a kiásott csatorna még szélesebb is, mint amilyenről tudtak. Ahogy haladnak településről településre, nyilvánvalóvá válik, hogy a helyi lakosság nem lelkesedik a tervért, életüket és szokásaikat féltik. Nyilvánvaló módon a berber és tuareg törzsek, amelyek kereskedelmi útvonalai kerülnének víz alá, mindent megtesznek, hogy a terv ne váljon valóra, a sátán művének nevezik a csatornákat és a leendő tengert.
Útjuk harmadánál a szpáhi katonák sikerrel lépnek közbe, amikor észlelik, hogy egy közeli karavánt nagyobb erőkkel támadtak meg a tuaregek. 
A Szahara-tenger valójában három hatalmas tó lenne, amelyeket az említett csatornák kötnek össze. A tavak helye vádik vagy sottok, olyan völgyek, tavak, amelyek az év legnagyobb részében, vagy akár több éven át is szárazak. A 347. kilométernél azzal kell szembesülnie az expedíciónak, hogy nem hogy a Schaller által odarendelt munkások nem várnak rájuk, de a csatornákat feldúlták, részben betemették.
Egy arab férfi, Mézaki bukkan fel a kihalt terepen, és elmondja, hogy Pointar mérnök vezetésével el kellett menekülniük egy közelben, ötven kilométerre levő oázisba egy támadás elől. Őt küldték hírvivőnek. Hardington kettéosztja seregét és Mézaki vezetésével útnak indul a munkásokhoz. Ám hiába vágnak át a sivatagon és a hőségen, az oázis üres. Visszaindulnak, de pár kilométerre a tábortól hatalmas homokviharba kerülnek, Mézaki eltűnik.
A saját táboruk is üres, az ott maradottakat elrabolták az arabok. Hardigan kapitányt, Schaller mérnököt, Pistache káplárt, Françoist és két szpáhit kétnapi járóföldre viszik, egy tuareg faluba, ahol Hadjar az úr. Bezárják őket egy magas falú udvarba, amiben egy düledező torony áll. Ide felkapva látják a falu életét, de szökni nem tudnak. Az életük nincs veszélyben, túszként, esetleges fogolycseréhez őrzik őket. Nem is nagyon őrzik, mert nincs eszközük a szökéshez. Váratlanul felbukkan Nagyfogú, Nicole kutyája, aki a fal alatt beássa magát barátaihoz.
Éjszaka, a Nagyfogú ásta lyukon kibújva elszöknek és erőltetett menetben gyalogosan menekülnek. A falu szélén belefutnak Mézakiba, akinek Nagyfogú átharapja a torkát. Esti táborhelyüktől nem messze oroszlán-család randalírozik, de a menekülőket nem veszik észre. Akik reggel örömmel tapasztalják, hogy egy leölt antilopot ott hagytak az oroszlánok, van mit enniük. Tovább menekülnek.
Következő éjszaka egy dombon töltik, miután sikerült Françoist kimenteni a futóhomokból. Éjszaka szokatlan zajra ébrednek, az eső szakad, szinte semmit sem látni. Vízszagot éreznek. Reggel döbbenten látják, hogy a dombot víz veszi körül. Vadállatok menekülnek a szemhatáron, sőt, egy tuareg lovascsapat is versenyt fut az emelkedő vízzel, hogy pont oda meneküljenek, ahol Hardigan és társai megbújnak. A víz nyer.
Schaller valószínűnek tartja, hogy éjszaka földrengés lehetett, és a természet elvégezte a munkát, a Földközi-tenger benyomult a szárazföldre. A víz emelkedése megáll, ám éhség fenyegeti a csapatot, és vizük sincs, hiszen a tenger vize sós.
Egy gőzhajó tűnik fel, az első hajó az új tengeren, a fedélzetén Villete hadnaggyal. Aki, miután nem találta Hardingékat a táborban, erősítésére a legközelebbi francia erődbe ment. Az új társaság részvényei szárnyalnak.
|  | Itt a vége a cselekmény részletezésének! |

## Fejezetek
1. fejezet A gabesi erőd.
2. fejezet Hadjar.
3. fejezet A szökés.
4. fejezet A mérnök előadása.
5. fejezet Készülődés a sivatag felé.
6. fejezet Gabestől Tozeurig.
7. fejezet Tozeurtól Neftáig.
8. fejezet Rharsa chottja.
9. fejezet A második csatorna.
10. fejezet A 347-ik kilométer.
11. fejezet A viharban.
12. fejezet A tuaregek.
13. fejezet Fogságban.
14. fejezet Nagyfogú megjelenik.
15. fejezet A menekülés.
16. fejezet Élet-halál harc.
17. fejezet Az új tenger.

## Értékelés
„A regényben Jules Verne szembeállítja a tuaregek szaharai életét a mérnök és csapata megtestesített tudomány és a technológia világával. Az olvasó valószínűleg tudomány győzelmére számít, de végül a természet diadalmaskodik egy gondoskodó földrengésnek köszönhetően. A könyv kiszámítható verne-i fordulatokkal operál, kiszámítható és kevésbé színes, szórakoztató, érződik, hogy Verne fia nem olyan jó történet-mesélő, mint apja.”

– Hankiss János

## Szereplők
- Hadjar, a tuaregek vezetője
- Sohar, Hadjar öccse
- Djemma, Hadjar és Sohar anyja
- Achmet, tuareg harcos
- Horeb, tuareg harcos
- Harrig, tuareg harcos
- Mézaki, tuareg harcos

- Schaller, mérnök
- François, Schaller inasa
- Pointar, mérnök

- Hardigan, szpáhi kapitány
- Villete, szpáhi hadnagy
- Nicol, szpáhi őrmester
- Pistache, szpáhi káplár

- Öreg Pajtás, Nicol lova
- Nagyfogú, Nicol kutyája (a kutya neve Vernénél Coupe-à-cœur, angolul: Ace-of-Hearts)

## Érdekességek
- Hát az már igaz, - felelt mosolyogva Hardigan - hogy a mai mérnökök előtt már semmi sem szent. Ha teljesen szabad kezet hagynának nekik, addig fúrnának, építenének, csatornáznának, míg a szárazföld jó részét tenger lepné el, az óceánokat meg biztosan hegyekkel tömködnék be és nem nyugodnának addig, míg jó öreg hepe-hupás földgolyónkból szép síma strucctojás nem lenne, melyet aztán kényök-kedvök szerint lehet vasúti sínekkel behálózni. [6]

- XXI. századi szemmel olvasva több elemző szeretné Verne regényét ökológiai műnek látni, amely környezetvédelmi aggályokat tükrözik a nagyobb regionális fejlesztési projektekkel szemben.[7]

- A történet ugyanazon az alapötlettel kezdődik, mint a Világfelfordulás (1889): változtatni a természeten, hogy minél több legyen a mezőgazdasági termelésre, bányászatra alkalmas terület.

- Érdekes, hogy ezzel a történettel Verne visszatér egy már ismerős környezetbe. Hector Servadac cselekménye ezen a tájakon játszódott. Másik hőse, Clovis Dardentor is meglátogatta a régiót, de inkább Orán környékén utazgatott.

- Érdemes megfigyelni, mennyire különbözően értékeli és minősíti Verne a brit és a francia gyarmati politikát! Ebben a regényben a függetlenségükért küzdő sivatagi lakosok gazemberekké és rablókká válnak. Érdemes felidézni a brit gyarmati hatalom erőteljes kritikáját a Grant kapitány gyermekei regényben.

- Az utolsó percben történő, gyakran hihetetlen megmenekülés jellegzetes vernei fordulat.

- A Szahara-tenger megvalósíthatóságát 2005-ben megvizsgálta az Aacheni Egyetem[8] professzora, Willy Kuhlmann, aki az építőipari gépek, folyamatmérnöki és építőipari szakember képzés területén oktat. Az eredmény érdekes: Roudair ötlete nem volt fantazmagória. Manapság a projekt még akkor is megvalósítható lenne, ha beépítenének egy tengervíz sótalanító üzemet, amely a Földközi-tenger tervezett karját édesvízi tóvá változtatná. Ez technikailag, gazdaságilag és pénzügyi szempontból érvényes. Aggodalomra ad okot azonban a régió természetébe történő erőteljes beavatkozás, és gondosan mérlegelni kell az előnyöket és hátrányokat. Egy több mint száz évvel ezelőtti merész ötlet, amelyet azonban nem szabad tiszta fantáziaként elutasítani.[9]

- Kábesz tunéziai város, amit a magyar Wikipedián kívül Gabes néven lehet megtalálni.

- A Szahara Szahara sivatagi formáit a szél (aeoli homokkő) és a ritka esőzések formálták. Ilyen formák a homokdűnék és homokmezők vagy homoktengerek (erg), a köves síkságok (hamada), a kavicssíkságok (reg), a száraz völgyek (vádi) és a sósíkságok (satt vagy sott).

### François Élie Roudaire és a Szahara-tenger
François Élie Roudaire (1836. augusztus 6. - 1885. január 14.) francia író, katonatiszt és földrajzíró volt. Ferdinand de Lesseps-szel együtt elősegítette a Szahara-tenger szárazföldi létrehozását a Szahara-sivatag tengeri szint alatt elárasztó területein.
Roudaire polgári családban született. Apja, François Joseph Roudaire, a Gueret Természettudományi Múzeumának igazgatója volt. A szülővárosában végzett klasszikus tanulmányok után Roudaire a tudományos karrier és a hadsereg felé fordult. 1854-ben lépett be az Ecole Spéciale Militaire de Saint-Cyr-be. 1864-ben kinevezték Algériába tisztfelügyelőnek, a gyarmat geodéziai és topográfiai felmérésének elkészítése volt az egyik feladata. Biskrától délre, Konstantin tartományban feltárt a térség sottjaihoz, és az egyik elsőként mérte pontosan mélységüket, megjegyezve, hogy sokan a tengerszint alatt vannak.
Számos mérést végezve megállapította, hogy a terület a tengerszint alatt fekszik, néhol akár negyven méterrel is. Roudaire meggyőződött arról, hogy egy hatalmas mélyedés kiterjed a Kábeszi-öböl felé. Úgy vélte, ez az a terület, amelyet Hérodotosz Tritonis-tónak nevezett. Az 1874-ben a Revue des Deux Mondes-nek írt cikkben, amely "Algéria belvíze" címet viseli, François Élie Roudaire azt javasolta, hogy újjáépítsék az egykori tengert, csatorna lezárásával a Sott el Fejej-től a Gabesi-öbölig.  Azt állította, hogy a víz tömege lehetővé tenné a vízi szállítását és jelentősen megváltoztatná az éghajlatot, ez a szaharai száraz régiót lényegesen nagyobb termékenységűré változtatná. Ferdinand de Lesseps, aki a Szuezi-csatorna létrehozásában játszott szerepet, számos más íróval, tudósával és politikusával együtt elfogadta az ötletét.
Míg kezdetben általános lelkesedés volt a projekt iránt, további felmérések során felfedezték, hogy az egyik sott, amelyhez Roudaire és de Lesseps csatorna ásását, valójában tengerszint feletti. Az elárasztható terület csökkenése (6000–8000 négyzetkilométerrel) és egy 240 kilométer hosszú csatorna költségei a kormány támogatásának elvesztését okozta, a közmunkaügyi miniszter 1882-ben visszavonta a projektet.
Roudaire és Ferdinand de Lesseps megpróbálkozott a magánfinanszírozással, afrikai belvízi hajózási társaságot alapítottak, hogy folytathassák a projektet. A projekt kritikája azonban a tudományos közösségen belül növekedett, és a projektet röviddel Roudaire 1885-ös halála előtt elhagyták.

## Magyar kiadások
- A Szahara tengere, fordította: Dánielné Lengyel Laura, Franklin, Budapest, 1930[16]
- A Szahara tengere, fordította: Majtényi Zoltán, Unikornis, Budapest, 1997, ISBN 9634272177[17]
- A Szahara tengere, Média, Budapest, ISBN 9633672880[17]
- A Szahara tengere, fordította: Dánielné Lengyel Laura, illusztráció: Fáy Dezső, Alexandra, Pécs, ISBN 9633672430[17]